# Toni Kallio
Toni Kallio (* 9. August 1978 in Tampere) ist ein ehemaliger finnischer Fußballspieler und heutiger -trainer. Als Spieler war er in Finnland, Norwegen, der Schweiz, England und Thailand aktiv, wurde zweimal finnischer Meister und war Nationalspieler seines Landes. Seit 2021 trainiert er den finnischen Erstligisten Tampereen Ilves.

## Spielerkarriere

### Verein
Der Defensivakteur begann seine aktive Laufbahn in seiner finnischen Heimat bei Tampere PV, bei dem er von 1996 bis 1999 aktiv war und während dieser Zeit außerdem leihweise beim FC Jazz Pori im Einsatz stand. Danach unterzeichnete Kallio bei HJK Helsinki. Dort gelang ihm der Durchbruch und der Finne zählte beim Hauptstadtverein zum Stammpersonal. Im August 2004 schloss sich der Abwehrspieler dem norwegischen Verein Molde FK an, mit dem er im Folgejahr im Finale gegen Lillestrøm SK den norwegischen Pokalwettbewerb gewann. Im Februar 2007 wurde Kallio vom Berner Stadtclub BSC Young Boys verpflichtet und stand in der Folgezeit mit der Mannschaft in der Axpo Super League im Einsatz. Nach 21 Einsätzen und zwei Toren für die Young Boys in der höchsten Schweizer Spielklasse verließ der Außenverteidiger im Januar 2008 den Verein und unterzeichnete beim FC Fulham.
In der Folge verbrachte der finnische Nationalspieler jedoch den Großteil seiner Zeit in London auf der Ersatzbank und absolvierte bis zum Saisonende 2009/10 lediglich vier Einsätze in der Premier League. Im November 2009 erfolgte die erste Leihfrist beim Zweitligisten Sheffield United. Obwohl ihm auch dort nicht der Sprung in die Stammelf gelang, wurde Kallio Anfang Februar 2010 erneut auf Leihbasis nach Sheffield transferiert. Zum Saisonende wurde sein auslaufender Vertrag beim FC Fulham nicht verlängert.
Kallio kehrte 2011 nach Finnland zurück und beendete 2012 seine Karriere bei Tampereen Ilves.

### Nationalmannschaft
Für die finnische Nationalmannschaft bestritt er 49 Spiele und schoss 2 Tore.

## Trainerkarriere
Nach dem Ende seiner Spielerkarriere wurde Kallio Anfang 2014 Mitglied des Trainerteams seines letzten Vereins Tampereen Ilves und war dort Co-Trainer unter den Trainern Mika Malinen, Keith Armstrong und Jarkko Wiss. In dieser Funktion erreichte er mit der Mannschaft 2014 den Aufstieg von der zweiten in die erste Liga und gewann 2019 den finnischen Fußballpokal. Nach der Freistellung des bisherigen Trainers Jarkko Wiss wurde Kallio im August 2021 zum neuen Cheftrainer des Vereins ernannt.

## Erfolge
Als Spieler:
- Finnischer Meister: 2002 und 2003 mit HJK Helsinki
- Finnischer Fußballpokal: 2000 und 2003 mit HJK Helsinki
- Norwegischer Fußballpokal: 2005 mit Molde FK

Als Co-Trainer:
- Finnischer Fußballpokal: 2019 mit Tampereen Ilves